# EDF1
EDF1‏ (Endothelial differentiation related factor 1) هوَ بروتين يُشَفر بواسطة جين EDF1 في الإنسان.